# Marie Pascale Osterrieth
Marie Pascale Osterrieth est une réalisatrice et productrice, autrice et metteuse en scène de théâtre belge, née le 15 mai 1956 à Basoko (actuelle République démocratique du Congo, alors Congo belge). Elle obtient la nationalité française en décembre 2021.

## Biographie
Marie Pascale Osterrieth passe son enfance à Liège. 
Après un passage[évasif] aux Beaux-Arts de Nîmes elle suit des études à La Cambre à Bruxelles en section scénographie. En parallèle, elle réalise des décors et costumes pour le théâtre, puis s'oriente vers le cinéma.
Diplômée de l'Institut national supérieur des arts du spectacle (INSAS) de Bruxelles, elle devient productrice de cinéma en Belgique et en France, puis déléguée générale de Rhône-Alpes Cinéma (société d'investissement régionale) sous la direction de Roger Planchon. 
Elle est engagée comme secrétaire générale de TF1 Films production. 
Elle devient réalisatrice de cinéma, puis autrice et metteuse en scène de théâtre en France, en Belgique et en Italie.
Elle est mère de deux enfants et réside à Paris.

## Théâtre
- 1998-2002 : Le Démon de midi, adaptation de la bande dessinée de Florence Cestac par Marie Pascale Osterrieth et Michèle Bernier, mise en scène. Théâtres : Palais des glaces, le Splendid, le Gymnase et l'Olympia. Tournée en France, Belgique et Suisse.
- 1999 : Jean-Luc Lemoine est inquiétant, mise en scène. Théâtre : Comédie Caumartin.
- 2002-2005 : Les Bodins mère et fils, adaptation et mise en scène. Théâtres : Comédie Caumartin et Palais des Glaces, tournée en France.
- 2006-2008 : Dolores Clairborne, de David Joss Buckley d'après l'œuvre de Stephen King, adaptation française et mise en scène.  Théâtre des Bouffes-Parisiens sous la direction de Jean-Claude Brialy.  Tournée en France (métropole et outre-mer), Belgique et Suisse.
- 2009-2012 : Et pas une ride ! de Marie Pascale Osterrieth et Michèle Bernier, co-auteur et mise en scène. Théâtre de la Renaissance, le Bataclan et l'Olympia. Tournée en France (métropole et outre-mer), Belgique et Suisse. Captation et diffusion en direct sur W9
- 2012 : Tonino a testa in giū, de et avec Michèle De Virgilio, adaptation et mise en scène.  Création  à Foggia (Pouilles, Italie), représentations  en Italie et à Paris.
- 2012 : La faute d'orthographe est ma langue maternelle, de et avec Daniel Picouly, mise en scène.  Représentations à Avignon 2012 (off) puis au théâtre Tristan Bernard, tournée en France.
- 2013-2016 : Je préfère qu'on reste ami de Laurent Ruquier avec Michèle Bernier et Frédéric Diefenthal, mise en scène; Théâtre Antoine, tournée France, Belgique, diffusion en direct sur France 2 en juin 2015 : 5,1 millions de téléspectateurs, Tournée en France en 2015 et Olympia en janvier 2016.
- 2014-2015 : Ni l'un ni l'autre de et avec Steeven et Christopher (Les Jumeaux) mise en scène, Théâtre Le Petit Gymnase, Tournée France, Belgique, Festival  Avignon 2015 (off).
- 2014 : membre du jury d'On n'demande qu'à en rire saison 4, sur France 2.
- 2015 : "Les Décaféinés - Très Serrés", adaptation et mise en scène, Théâtre Le Point Virgule, tournée en France.
- 2015-2017 : Énorme  de Neil Labutte, titre original "Fat Pig", traduction et co adaptation Marie Pascale Osterrieth et Charlotte Gaccio, mise en scène , avec Julie De Bona, Charlotte Gaccio, Thomas Lempire, Bertrand Usclat et en alternance Tiphaine Daviot et Guillaume Pottier. Avignon 2015 (off), Théâtre de Paris, salle Réjane en septembre 2015 à décembre 2016, tournée en France en 2016-2017.
- 2015-2017 : Partie en Grèce de Willy Russel, traduction et adaptation Catherine Marcangeli et adaptation et mise en scène,  avec Valérie Mairesse, Avignon 2015 (off) , Théâtre La Bruyère de septembre à décembre 2015. Tournée en France en 2016-2017.
- 2015-2018 : Gli Impiegati dell ' Amore : comédie romantique de David Foenkinos "Célibataires" parue chez Flammarion, traduction et adaptation en Italien par Michele De Virgilio, mise en scène,  avec Corrado Nuzzo et Maria Di Biase , Création à Longiano (Emilie Romagne, Italie) novembre 2015, puis tournée en Italie de 2016 à 2018.
- 2016 et 2018 : "Je t'ai laissé un mot sur le frigo" lecture mise en scène et adaptation du livre canadien anglais d'Alice Kuipers , avec Michèle Bernier et Charlotte Gaccio. Création au Théâtre de Paris, salle Réjane en mars 2016, tournée France et Belgique.
- 2017 : "Folle Amanda" de Pierre Barillet et Jean-Pierre Grédy, mise en scène, avec Michèle Bernier, Arielle Dombasle, Patrick Braoudé, Pierre Cassignard, Philippe Lelievre, Roland Marchisio, Djibril Pavadé, au Théâtre de Paris, pour les 50 ans de Au Théâtre ce soir, retransmis en direct sur TF1 le 21 janvier 2017 : 3,2 millions de téléspectateurs en direct (16,2 % de pdm), et un million de spectateurs en replay,  puis Théâtre Antoine d'avril à juin 2017.
- 2018 - 2020 : "Vive demain" de Marie Pascale Osterrieth et Michèle Bernier, co-auteur et mise en scène. Théâtre des Variétés. Tournée en France (métropole et outre-mer), Belgique. nommée aux Molières 2019, dans la catégorie Humour - transmission sur France 2 le 13 mai 2019.
- 2019 : "Un grand cri d'amour" de Josiane Balasko, mise en scène. Théâtre des Bouffes Parisiens avec Michèle Bernier, Pierre Cassignard, Jean Francois Cayrey et Grégoire Oestermann, retransmis en direct sur France 2 le 11 juin 2019, 2.375 millions de téléspectateurs (10% de part de pdm), face à un match de l'équipe de France de football (40% pdm).
- 2020-2021 : la pandémie de la Covid 19 bouscule la création artistique théâtrale et reporte les spectacles prévus.
- juin 2021: "Indomptables" de Marie Pascale Osterrieth et Leila Amara, co-auteur et mise en scène. Création à Nantes à "La cité du Café théâtre", puis présentation à Avignon (off) juillet 2021, puis en juillet 2022. puis Théâtre La Divine Comédie à Paris de septembre 2022 à juin 2024.
- janvier à mars 2022 : reprise de la tournée de "Vive Demain" et dernière à la salle Pleyel à Paris.
- septembre 2022 à fin mars 2024 : "je préfère que l'on reste ensemble" de Laurent Ruquier avec Michèle Bernier, Olivier Sitruck, Philippe Berodot, mise en scène, Théâtre des Variétés, tournée en France.
- janvier 2025 à fin avril 2025 : LILY & LILY de Pierre Barillet et Jean-Pierre Grédy, mise en scène, avec Michelle Bernier, avec Francis Perrin, Véronique Boulanger, Eric Boucher, Cyril Garnier, Riton Liebman, Bastien Monier et Morgane Cabot au Théâtre de Paris; puis tournée en France 2025-2026.

Pour ses mises en scène, Marie Pascale Osterrieth collabore avec Jacques Davidovici pour la musique, Laurent Castaing pour les lumières assisté de Thomas Ciubergia, Pierre-François Limbosch pour les décors, Charlotte David et Nathalie Paillon pour les costumes, Antoine Le Cointe pour le son et avec l'aide de son assistante à la mise en scène, Hélène Chrysochoos.

## Filmographie
- 1981 : Hopla ! de Anne Terresa de Kerrmacher, et Le Tango stupéfiant de Hélène Delavault
- 1982 : Le Grand Paysage d'Alexis Droeven de Jean-Jacques Andrien : productrice exécutive, film primé au Festival de Berlin
- 1984 : Mémoires : productrice, film primé grand prix au Festival de Mannheim
- 1986 : Genesis de Mrinal Sen : productrice pour la France, sélection officielle au Festival de Cannes
- 1989 : Australia de Jean-Jacques Andrien : productrice, Festival de Venise, avec Jeremy Irons et Fanny Ardant
- 1991 : Blanval de Michel Mees : co-productrice pour la France
- 1992 : Dingo de Rolf de Heer : co-productrice pour la France
- 2000 : Deuxième quinzaine de juillet de Christophe Reichert : co-scénariste et productrice.
- 2000 : Pique-nique (court métrage) : productrice et co-scénariste
- 2002 : Le Démon de midi : captation pour la télévision de la mise en scène théâtrale, TV et DVD
- 2005 : Le Démon de midi : réalisatrice et scénariste du film long métrage avec Michèle Bernier et Simon Abkarian produit par Pathé Production, multidiffusion TV et DVD
- 2006 :  Webcam chez les Bodin's (Les Bodin's) : 12 épisodes, co-scénariste, réalisatrice et productrice.
- 2012 : Et pas une ride:  captation TV et DVD.

## Récompenses
- 2010 :  Prix SACD du One Man Show avec Michèle Bernier[2]
- 2016 :  Prix du public au festival Mont Blanc d'humour de Saint Gervais pour Ni l'un ni l'autre de et avec Steeven et Christopher (Les Jumeaux)
- 2019 :  Nomination aux Molières 2019, catégorie Humour.

## Engagement
- Elle a été Présidente du comité français UWC France, membre de l'UWC (United World Colleges), organisation non gouvernementale éducative créée en 1960, du 9 septembre 2012 au 31 décembre 2016. Sous sa présidence une cinquantaine de jeunes ont pu bénéficier de l'enseignement du programme de UWC  par des scolarités de deux années dans des collèges situés aux Pays-Bas, en Allemagne, au Pays de Galles, au Costa Rica, au Swaziland, en Inde, à Hongkong, en Italie et en Bosnie. Pour une majorité ils ont bénéficié d'une bourse pour financer leurs études dans ces collèges.